# Bożena Wojtasik
Bożena Elżbieta Wojtasik (ur. 17 września 1954) – polska pedagog, specjalizująca się w pedagogice ogólnej, pedagogice społecznej i poradoznawstwie; nauczyciel akademicki związana z wrocławskimi szkołami wyższymi.

## Życiorys
Po ukończeniu szkoły podstawowej, a następnie średniej i uzyskaniu matury, podjęła studia wyższe na kierunku pedagogika na Uniwersytecie Wrocławskim, które ukończyła magisterium. W 1982 roku została zatrudniona na stanowisku asystenta w Instytucie Pedagogiki UWr. W 1992 roku uzyskała stopień naukowy doktora nauk humanistycznych w zakresie pedagogiki o specjalności pedagogika na podstawie pracy pt. Społecznie preferowane modele działalności doradcy zawodu, której promotorem była prof. Alicja Kargul. Wraz z nowym stopniem naukowym otrzymała awans na adiunkta w macierzystym instytucie. W 1998 roku Rada Wydziału Nauk Historycznych i Pedagogicznych UWr nadała jej tytuł naukowy doktora habilitowanego nauk humanistycznych w zakresie pedagogiki o specjalności: andragogika i pedagogika pracy na podstawie rozprawy nt. Doradca zawodu. Studium teoretyczne z zakresu poradoznawstwa. Warsztat doradcy zawodu. Aspekty pedagogiczno-psychologiczne.
Dwa lata później opuściła Uniwersytet Wrocławski i rozpoczęła pracę w Dolnośląskiej Szkoły Wyższej Towarzystwa Wiedzy Powszechnej we Wrocławiu (od 2007 roku Dolnośląska Szkoła Wyższa), gdzie została profesorem nadzwyczajnym oraz dyrektorem tamtejszego Instytutu Pedagogiki (do 2004 roku). W latach 2005–2008 pełniła funkcję dziekana Wydziału Nauk Pedagogicznych DSW. W 2010 roku objęła stanowisko dziekana nowo utworzonego Wydziału Zamiejscowego DSW w Kłodzku. Zajęła się organizacją tej jednostki naukowo-dydaktycznej uczelni, która kształci studentów na poziomie licencjackim (studia I stopnia), magisterskim (studia II stopnia) oraz podyplomowym.
Poza działalnością uczelnianą jest kierownikiem naukowym projektu Unii Europejskiej dotyczącym pracy socjalnej, a także członkiem Stowarzyszenia Doradców Szkolnych i Zawodowych Rzeczypospolitej Polskiej, pełniąc w latach 1999-2003 funkcję jego przewodniczącej.

## Dorobek naukowy
Główne zainteresowania naukowe Bożeny Wojtasik koncentrują się wokół szeroko rozumianej pedagogiki, a w szczególności na pedagogice ogólnej, pedagogice społecznej i poradoznawstwie oraz na teoretycznych perspektywach badań nad poradnictwem edukacyjno-zawodowym, w tym na:
- problematyce całożyciowego poradnictwa edukacyjno-zawodowego oraz wsparcia społecznego i pracy socjalnej,
- zadaniach doradcy kariery, jego społecznych funkcjach i przemianie roli we współczesnym świecie; pomocy doradcy w refleksyjnym rozwiązywaniu problemów, rozwoju zawodowym, osiąganiu sukcesów życiowych,
- problemach edukacyjno-zawodowych młodzieży i osób dorosłych, związanych z poznawaniem siebie, świata pracy, wyborem dróg kształcenia, wyborem zawodu, podnoszeniem kwalifikacji, szukaniem pracy, bezrobociem.

Do najważniejszych jej publikacji należą:
- Wybór doradcy zawodu przez młodzież, rodziców, nauczycieli, Wrocławska Oficyna Wydawnicza, Wrocław 1993.
- Doradca zawodu. Studium teoretyczne z zakresu poradoznawstwa, Prace Pedagogiczne XCVIII Wydawnictwo Uniwersytetu Wrocławskiego 1993, Wrocław 1994.
- Warsztat doradcy zawodu. Aspekty pedagogiczno-psychologiczne, Wydawnictwo Szkolne PWN, Warszawa 1997.
- Podejmowanie decyzji zawodowych przez młodzież i osoby dorosłe w nowej rzeczywistości społeczno-politycznej, Wyd. Instytut Technologii i Eksploatacji, Wrocław 2001; (redakcja).
- Wieloaspektowość pracy socjalnej, Wyd. Naukowe DSW, Wrocław 2009; (redakcja).